# Pterorhinus ruficeps
Pterorhinus ruficeps là một loài chim trong họ Leiothrichidae.